# Gúslitsa
El Gúslitsa -Гуслица (rus) -, també anomenat Guslianka, és un riu de Rússia, que passa per l'óblast de Moscou. És un afluent del Nérskaia.
Té una llargària de 36 km. Neix prop de la vila de Iegórievsk. El seu curs es dirigeix al començament cap al nord, després gira cap a l'est abans de confluir amb el Nérskaia prop de la vila de Khoteitxi. El curs superior del riu, fins al poble d'Ilinski Pogost travessa una regió densament poblada. El Gúslitsa es glaça habitualment de novembre-desembre fins a març-abril.

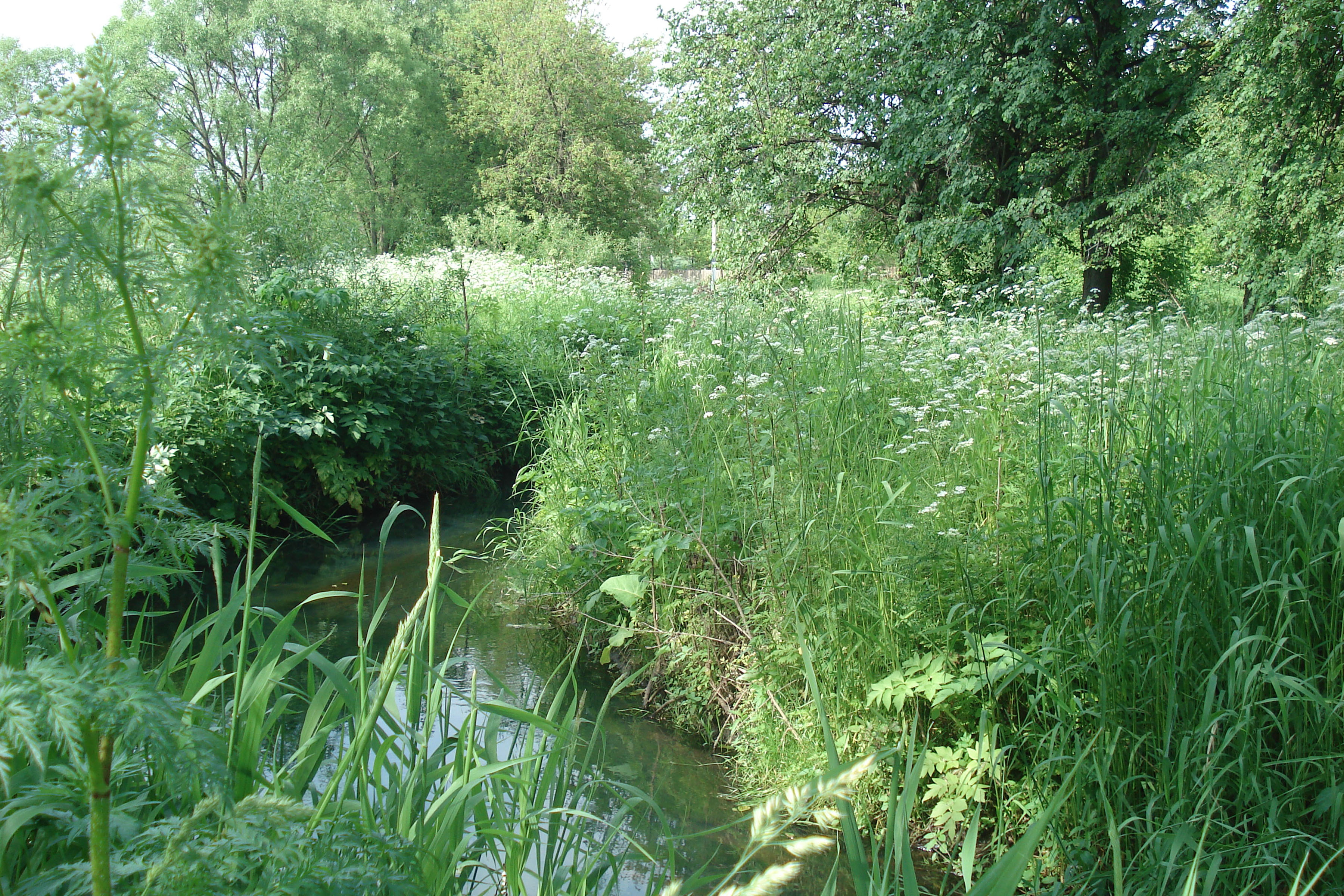
El Gúslitsa al seu pas per Iegórievsk
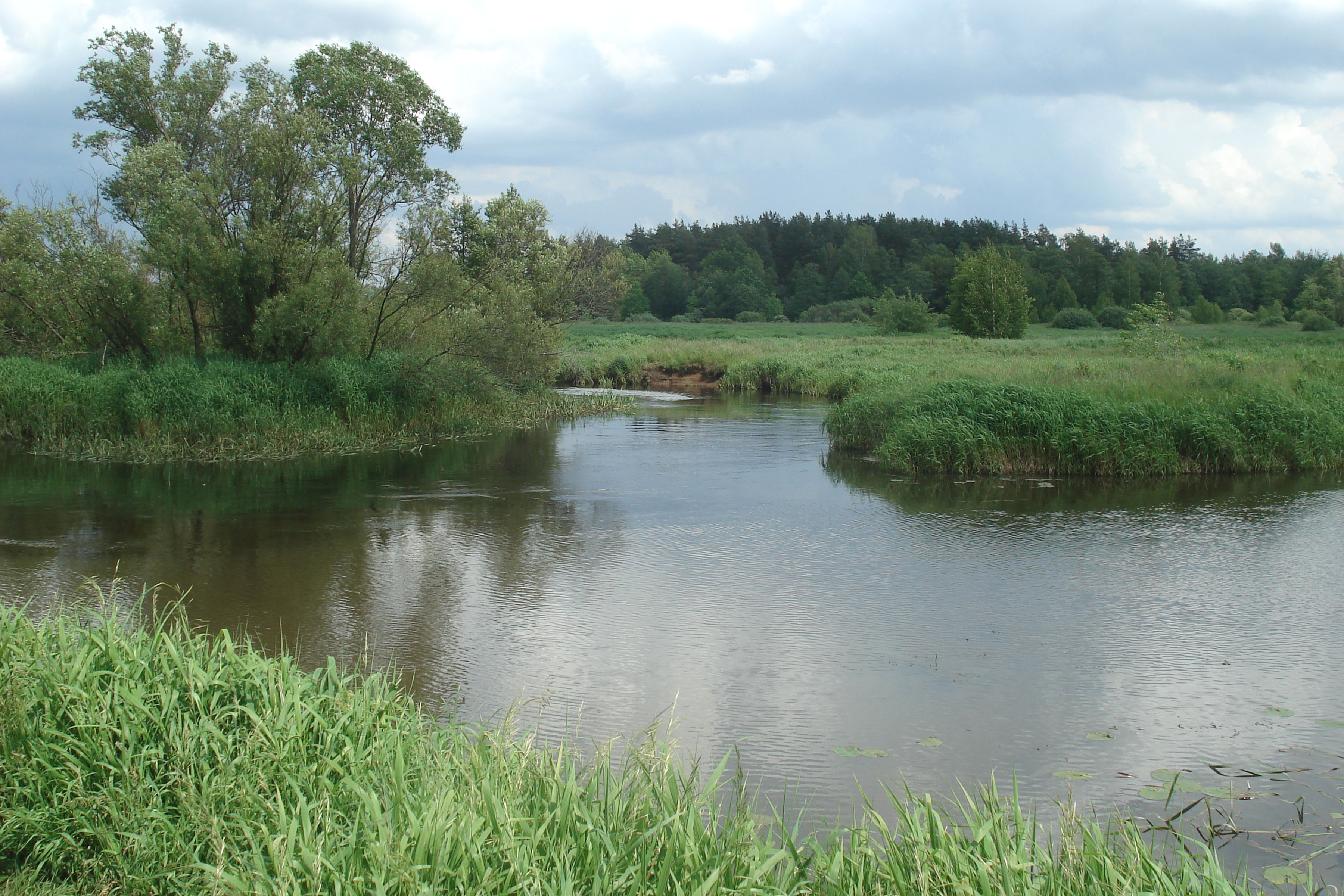
El Gúslitsa prop de la seva confluència amb el Nérskaia